# سالم عيد يعقوب
سالم عيد يعقوب (ولد في 1 مارس 1996) عداء بحريني. يحمل الرقم القياسي الوطني لسباق 200 متر.

## المسيرة الرياضية
تنافس يعقوب في دورة الألعاب العسكرية 2015 في 100 متر و200 متر. وصل إلى النهائي في سباق 100 متر ونصف النهائي في سباق 200 متر.
تنافس يعقوب في دورة الألعاب الأولمبية الصيفية 2016 في ريو دي جانيرو بالبرازيل ووصل إلى الدور نصف النهائي في سباق 200 متر. يحمل الرقم القياسي الوطني في سباق 200 متر بزمن قدره 20.19 ثانية.

## الأرقام الشخصية
- 100 متر – 10.37 ثانية (2015)[3]
- 200 متر – 20.19 ثانية (2016)[4]

## روابط خارجية
- سالم عيد يعقوب على موقع الاتحاد الدولي لألعاب القوى (الإنجليزية)
- سالم عيد يعقوب على موقع أوليمبيديا (الإنجليزية)